# بشير أباد (قشلاق أهر)
بشیر أباد (بالفارسية: بصیرآباد) هي منطقة سكنية تقع في إيران في قسم قشلاق الریفي. يقدر عدد سكانها بـ 67 نسمة .